# Jarrod King
Jarrod R. C. King (* 15. November 1974) ist ein neuseeländischer Badmintonspieler.

## Karriere
Jarrod King gewann bei den Commonwealth Games 1998 Bronze mit dem neuseeländischen Männerteam. Im Jahr zuvor hatte er bereits Bronze bei der Ozeanienmeisterschaft im Herreneinzel gewonnen. 2004 belegte er erneut Platz drei bei den New Zealand Open, diesmal im Herrendoppel mit James Moffat.

## Sportliche Erfolge
| Saison | Veranstaltung          | Disziplin    | Platz | Name                              |
| ------ | ---------------------- | ------------ | ----- | --------------------------------- |
| 1997   | Ozeanienmeisterschaft  | Herreneinzel | 3     | Jarrod King                       |
| 1997   | Auckland International | Herrendoppel | 1     | Geoffrey Bellingham / Jarrod King |
| 1997   | Auckland International | Herreneinzel | 2     | Jarrod King                       |
| 1998   | Commonwealth Games     | Team         | 3     | Neuseeland                        |
| 1998   | Auckland International | Herrendoppel | 3     | Geoff Bellingham / Jarrod King    |
| 2000   | Auckland International | Herreneinzel | 3     | Jarrod King                       |
| 2000   | Auckland International | Herrendoppel | 3     | Nick Hall / Jarrod King           |
| 2004   | New Zealand Open       | Herrendoppel | 3     | Jarrod King / James Moffat        |
| 2004   | Auckland International | Herrendoppel | 3     | Jarrod King / Ong Ewe Hock        |